# Herman Løvenskiold (officer)
 Der er flere personer med dette navn, se Herman Løvenskiold.
Herman Hermansen Løvenskiold (17. april 1777 på Fossum Jernværk, Skien, Norge – 22. december 1843 i København) var en dansk officer og kammerherre, far til Carl Løvenskiold.
Han var søn af Herman Leopoldus Løvenskiold (1739-1799) og dennes 2. hustru, blev 1782 hofjunker, 1783 sekondløjtnant à la suite i den norske hær, 1792 fændrik à la suite i Livgarden til Fods, 1795 i nummer, 1796 sekondløjtnant og samme år premierløjtnant og kammerjunker, 1803 kaptajn, 1805 kompagnichef, 1812 kammerherre, fik 1813 majors anciennitet, blev 1814 karakteriseret major og 1826 oberstløjtnant. Han var fra 1826 til 1835 land- og søkrigskommissær i Fyns og Langelands distrikter og fik 2. maj 1827 afsked som karakteriseret oberst.
Han ægtede 11. oktober 1804 i København Annette Kirstine "Christiane" komtesse Knuth (24. februar 1787 på Søllestedgård – 24. marts 1873 i Moltkes Palæ), datter af grev Adam Christopher Knuth og Sophia Magdalena født komtesse Moltke.
Løvenskiold er begravet på Garnisons Kirkegård.